# Alenka v říši divů (píseň)
Píseň „Alenka v říši divů“ nahrál v roce 1973 Karel Zich a odstartovala jeho sólovou kariéru.
Autorem českého textu je Zdeněk Rytíř. V originále se skladba jmenuje „Living Next Door to Alice“ (hudba Nicky Chinn, text Mike Chapman), jejím původním interpretem bylo v roce 1972 australské vokální trio New World. Píseň nejvíce proslavila skupina Smokie v roce 1976.

## Text a rozbor
Český i anglický text naznačuje jakýsi zamilovaný vztah, ale zatímco anglická verze mluví přímo o dívce Alici, která 24 let bydlela v sousedství a nyní někam odjíždí, v české verzi je neznámá dívka pouze přirovnávána k Alence v říši divů, tedy k hlavní postavě z knížky Lewise Carolla.
Stopa české verze je daktylotrochej. V textu se nachází metafory, přirovnání i anafory na konci písně.

## Historie
Nahrávka skupiny New World se v roce 1972 umístila v australském žebříčku na 35. místě. Později vzniklo mnoho coververzí, včetně dvou českých verzí v podání Karla Zicha (z let 1973 a 1999).